# 행정기록관

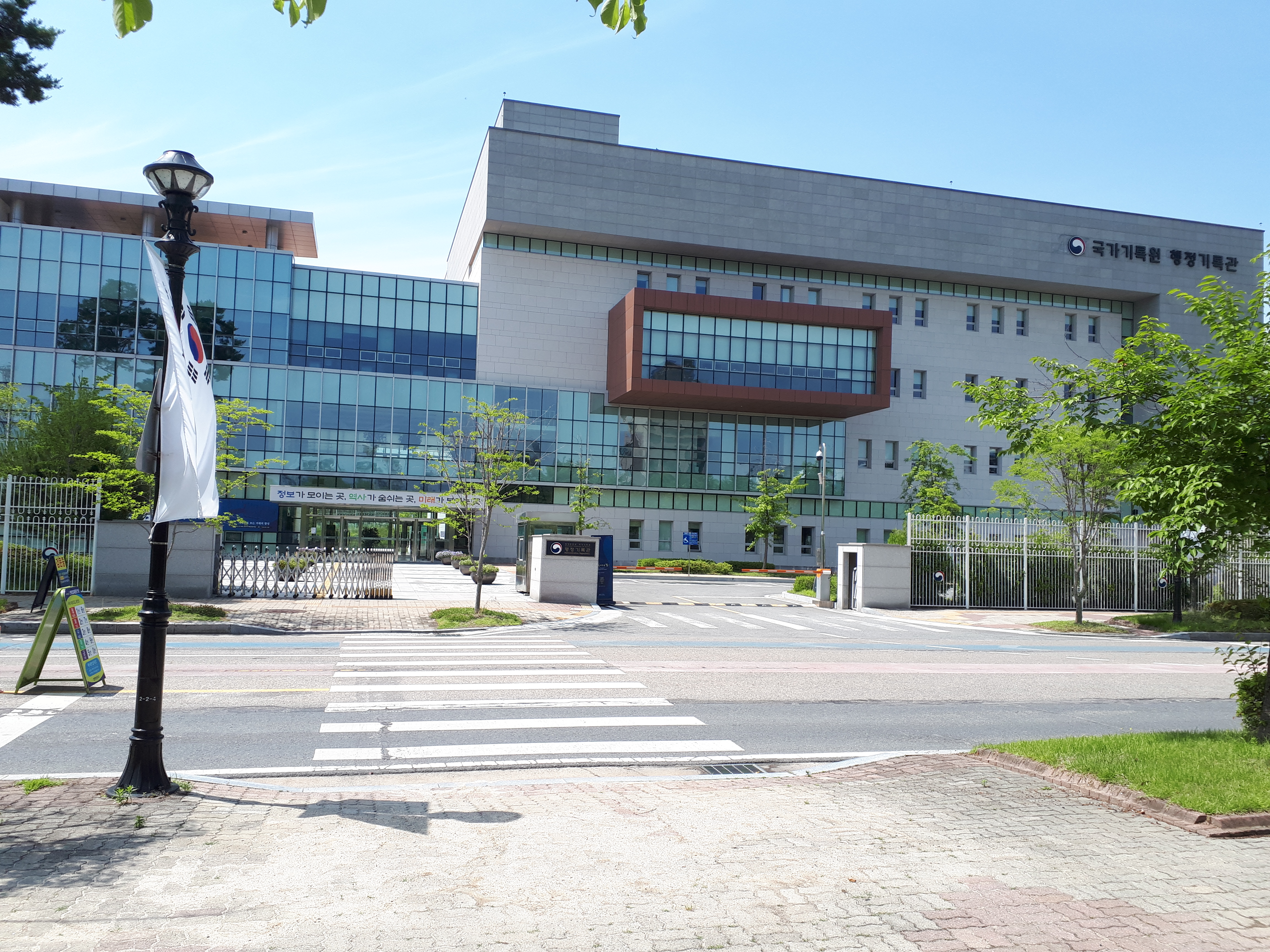
행정기록관

행정기록관(行政記錄館)은 국가기록원의 기록물 수집·관리 및 전시·열람 등의 사무를 분장하는 국가기록원의 소속기관이다. 2019년 1월 1일 발족하였으며, 대전광역시 서구 청사로 189에 위치하고 있다. 관장은 서기관·기술서기관·학예연구관·기록연구관·공업연구관 또는 보건연구관으로 보한다.

## 연혁
- 2015년 1월 6일: 국가기록원 소속으로 대전기록관 설치.
- 2019년 1월 1일: 행정기록관으로 개편.

## 같이 보기
- 대통령기록관
- 나라기록관
- 역사기록관